# Phelotrupes imurai
Phelotrupes imurai är en skalbaggsart som beskrevs av Masumoto 1995. Phelotrupes imurai ingår i släktet Phelotrupes och familjen tordyvlar. Inga underarter finns listade i Catalogue of Life.